# 周潭镇
周潭镇，是中国安徽省铜陵市郊区下辖的一个乡镇级行政单位。
2018年，将枞阳县周潭镇划归铜陵市郊区管辖。区划代码改为340711104。

## 行政区划
周潭镇下辖以下地区：
周潭村、大山村、施湾村、枫林村、凤凰村、七井村、永兴村、吴桥村、田埠村、彭桥村和澄英村。